# Große Synagoge (Sokal)

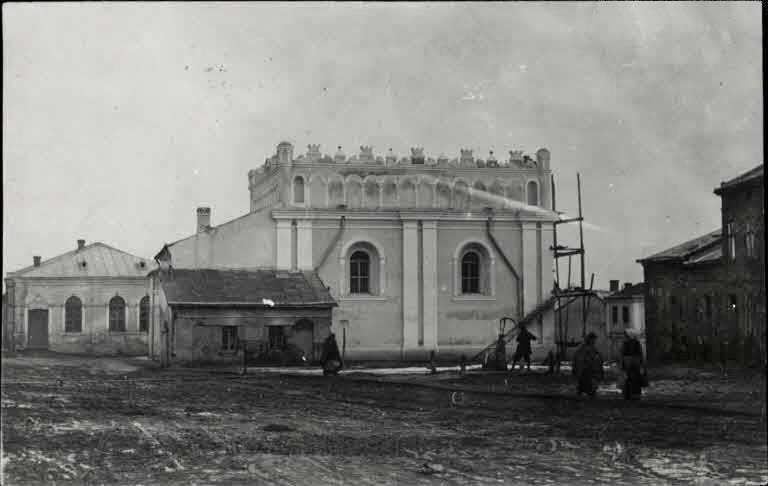
Synagoge ca. 1914

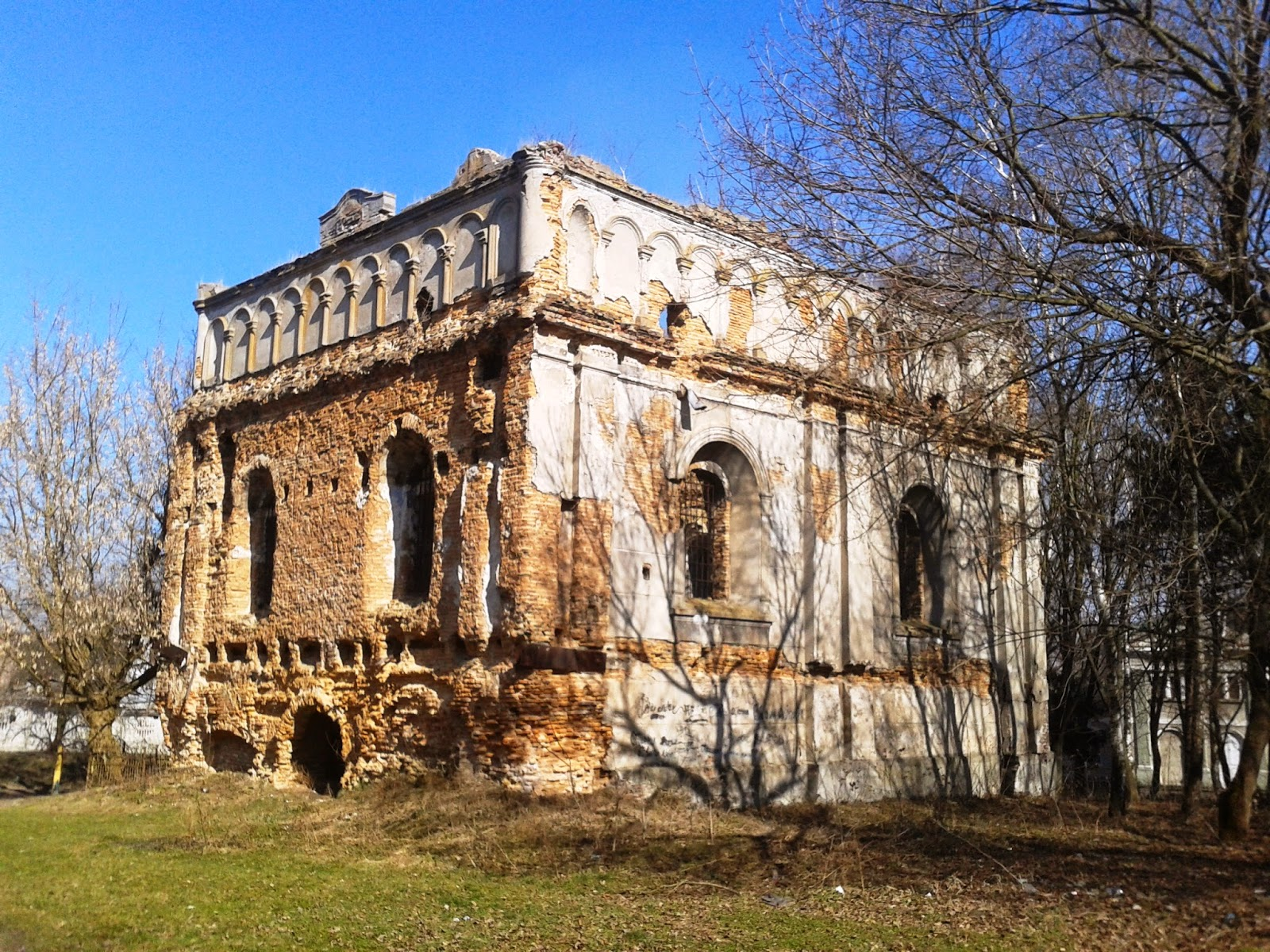
Synagoge 2014

Die Große Synagoge in Sokal, einer Stadt in der ukrainischen Oblast Lwiw ist auch als Alte Synagoge bekannt. Die Ruine steht in einem Park im Stadtzentrum und ist in einem sehr schlechten Zustand. In unmittelbarer Nähe befindet sich das Gebäude der Neuen Synagoge.

## Geschichte
Die Synagoge wurde vermutlich um 1700 errichtet. Circa 100 Jahre später wurde sie erweitert und später sowohl um 1900 als auch noch einmal 1936 renoviert. Im Zweiten Weltkrieg oder kurz danach wurde sie zerstört; die Anbauten wurden abgerissen und das Dach und die Decke fielen ein.

## Architektur
Die Haupthalle ist nahezu quadratisch und hat je zwei hohe Rundbogenfenster an jeder Seite. Außen waren die Wände durch je ein Paar Pilaster noch einmal optisch unterteilt. Eine reich verzierte Attika verdeckte das Walmdach.
An der Westseite befand sich eine niedrigere Vorhalle. Es ist nicht bekannt, ob sie gleichzeitig mit dem Hauptgebäude gebaut wurde, oder ein späterer Anbau ist. Im Laufe der Zeit wurde ein weiteres Stockwerk hinzugefügt und dadurch die Fenster verdeckt. Dieser Teil wurde bei Umbauarbeiten 1905 wieder abgerissen.
Auf Bildern ist auf der ganzen Länge der Nordwand ein einstöckiger Backsteinbau im Stil des Barock zu sehen. Dieser diente wahrscheinlich als Gebetsraum der Frauen und wurde während oder kurz nach dem Zweiten Weltkrieg abgerissen.
Von Bima und Toraschrein existieren nur Bilder; sie gehörten in dieser Form offensichtlich nicht zur ursprünglichen Innenausstattung, sondern stammen aus einer späteren Zeit.